# SMK (tank)
SMK byl prototyp těžkého dvouvěžového tanku vyvinutého Sovětským svazem před druhou světovou válkou. Byl pojmenován po Sergeji Mironoviči Kirovovi, úředníkovi komunistické strany, který byl zavražděn v roce 1934. Tank byl vybaven dvěma věžemi umístěnými za sebou. Přední věž byla vybavena 45mm kanónem vzor 1932/38, zadní pak 76,2mm dělem vzoru 1938/39. Protipěchotní výzbroj tvořily tři 7,62mm kulomety DT. Byl postaven pouze jeden prototyp a po zkoušce, která ukázala nevýhody jeho hmotnosti a velikosti oproti tanku KV-1, a krátkému použití ve válce s Finskem byl projekt zrušen. SMK byl objeven a klasifikován německou inteligencí jako T-35C, to vedlo k nedorozumění, že se T-35 účastnil zimní války.